# Pennes-le-Sec
Pennes-le-Sec è un comune francese di 21 abitanti situato nel dipartimento della Drôme della regione dell'Alvernia-Rodano-Alpi.

## Società

### Evoluzione demografica
Abitanti censiti